# 藤井学 (歴史学者)
藤井 学（藤井 學、ふじい まなぶ、1932年3月11日 - 2003年12月5日）は、日本史学者。
岡山県出身。岡山大学教授だった藤井駿の長男。岡山大学法文学部史学科卒、京都大学大学院博士課程満期退学。京都府立大学助教授、教授。1996年定年退官、名誉教授。

## 著書
- 『一休宗純 反骨と風狂に生きた禅僧』日本を創った人びと 平凡社 1980
- 『法華文化の展開』法藏館 2002
- 『法華衆と町衆』法藏館 2003
- 『本能寺と信長』思文閣出版 2003

### 共編著・校訂
- 『日本の説話』石原清志、宗政五十緒共編 竜谷大学国文学会出版部 1964
- 『南禅寺文書』桜井景雄共編 南禅寺宗務本所 1972－78
- 『日本思想大系57　近世仏教の思想』柏原祐泉共校注 岩波書店 1973、新版1995
- 『図説日本仏教史』全3巻 高取正男、赤井達郎共編集 法蔵館 1980－81
- 『本能寺文書・什宝等目録』安国良一共編 本能寺 1987
- 『神道大系 神社編 35 丹波・丹後・但馬・播磨・因幡・伯耆国』共校注 神道大系編纂会 1991
- 『神道大系 論説編 21 熊沢蕃山』秋山一実共校注 神道大系編纂会 1992
- 『本能寺史料 畿内東国末寺篇』波多野郁夫共編著 思文閣出版 1992
- 『大乗仏典 中国・日本篇 第24巻 日蓮』中央公論社 1993
- 『本能寺史料 西国末寺篇』波多野郁夫共編著 思文閣出版 1993
- 『洛北探訪 京郊の自然と文化』大手桂二共編 淡交社 1995
- 『本能寺史料 本山篇』波多野郁夫共編著 思文閣出版 1996
- 『岡山県の歴史』狩野久、竹林榮一、倉地克直、前田昌義共著 山川出版社 2000
- 『本能寺史料 古記録篇』波多野郁夫共編著 思文閣出版 2002
- 『本能寺史料 中世篇』上田純一、波多野郁夫、安国良一共編著 思文閣出版 2006
- 『備中吉備津神社文書 中世篇 改訂増補』山崎浩之共編 法藏館 2012